# Національний автономний університет Мексики
Націона́льний автоно́мний університе́т Ме́ксики (ісп. Universidad Nacional Autónoma de México, UNAM) — громадський університет, розташований у Мехіко, що зазвичай вважається найбільшим єдиним університським кампусом Америки за кількістю студентів.
Університет був заснований 22 вересня 1910 року як ліберальна альтернатива католицькому Королівському та папському університету (заснованому 21 вересня 1551 року наказом Карла V, та закритому лібералами в 1867 році.
Національний Автономний Університет Мексики — це єдиний університет країни, серед випускників якого є нобелівські лауреати:
- Альфонсо Гарсія Роблес (мир);
- Октавіо Пас (література);
- Маріо Моліна (хімія).

Університет також є найбільшим у країні науковим центром, наукові групи університету публікують велике число статей з математики, фізики, історії та інших дісциплін.
Автономія, надана університету в 1920-х роках, означає право університету складати список освітніх програм, курсів, що викладаються тут, та розпоряджатися своїм бюджетом незалежно від уряду. Ця автономія має великий ефект на академічне життя університету.
UNAM відомий своїм кампусом (університетський містечком), що містить велику кількість шедеврів архітектури та образотворчого мистецтва і входить до списку Світової спадщини. Це університетське містечко спроєктували одні з найвідоміших мексиканських архітекторів 20-го століття, а настінні малюнки виконали найвідоміші художники тих часів (зокрема, Дієго Рівера і Давид Альфаро Сікейрос).